# Johnny De Nul
Johnny De Nul (* 14. November 1955 in Schoonaarde) ist ein ehemaliger belgischer Radrennfahrer.

## Sportliche Laufbahn
De Nul war im Straßenradsport aktiv. Als Amateur gewann er 1976 Brüssel–Opwijk, 1977 die Flandern-Rundfahrt und den Vlaamse Pijl.
Von 1978 bis 1988 war er Berufsfahrer. Er gewann die Rennen Grote Prijs Briek Schotte und Omloop van het Waasland 1979, Grote Prijs Stad Sint-Niklaas 1980 und 1982, Grote Prijs Frans Melckenbeeck, Omloop van het Waasland und Grote Prijs Eugeen Roggeman 1982, Omloop van de Westhoek 1983. In der Vuelta a España 1979 wurde er 72.